# Kirchdorf (Siedlungstyp)

Plessa (1911)

Ein Kirchdorf ist in der Siedlungsgeographie eine unterste Mittelpunktsiedlung. Es versorgt einen meist kleinen, umliegenden Einzugsbereich aus wenigen Siedlungen religiös.

## Begriffsabgrenzung
Die Amtlichen Ortsverzeichnisse für Bayern (nach dem Zweiten Weltkrieg) verstanden unter Kirchdorf eine Siedlung mit einer Kirche. Darin fanden regelmäßig Gottesdienste statt und es handelte sich nicht um eine Pfarrkirche. Erfasst wurde der jeweils aktuelle Stand. Das Ortsverzeichnis von 1991 nahm die Angaben nicht mehr systematisch auf. Diese Begriffsbestimmung floss nicht in die geographische Fachliteratur ein. Siedlungen mit einer höheren zentralörtlichen Funktion – die Unterzentren – konnten ebenfalls kirchliche Dienste anbieten.

## Entstehung
Gabriele Schwarz verband die Entstehung in Europa mit zwei bestimmten Punkten – der Zeit, in der die ländliche Bevölkerung nahezu komplett als Selbstversorger lebte, und den Streusiedlungen. Mehr religiöse als wirtschaftliche Gründe hoben in ausgeprägten Streusiedlungsgebieten (nördliches und westliches Europa) eine Ortschaft heraus. Sie entwickelte eine geschlossene Ortsanlage, der dann die Bezeichnung Dorf zukam.
Gerhard Henkel resümierte rückblickend aus Sicht des 19./20. Jahrhunderts. In den norddeutschen Streusiedlungsgebieten formten sich Kirchspiele. Einem zentralen Kirchdorf waren einige Einzelsiedlungsgruppen und kleinere Weiler (Synonym für Streusiedlung) angegliedert.
Dass die Genese von Kirchdörfern mitunter anders ablief, belegte nachfolgend die Altmark.

## Regionale Beispiele
- Die Prignitz wuchs Mitte des 14. Jahrhunderts aus mehreren Ländchen zusammen. Ihre Zentren beherbergten Vögte, hielten Märkte ab usw. In vier davon – Lenzen an der Elbe, Putlitz, Wittstock an der Dosse und Flecken Zechlin – stand die Kirche, das Pfarrhaus einer Großparochie. Sie umfassten mehrere kirchlose Dörfer. Großflächig bezeugten das erst die Protokolle der Generalvisitation der Reformationszeit. Dennoch gaben sie wohl den Zustand des Hochmittelalters, seit dem Landesausbau und der elbslawischen Missionierung wieder. Beides setzte mit dem Wendenkreuzzug von 1147 ein.[8][9][10][11]

- In der Altmark wies das mittelalterliche Niederkirchenwesen eine große Bandbreite auf. Im äußersten Nordwesten und im Nordzipfel herrschten Großparochien vor. Ihre großzügig angelegten Pfarrkirchen waren offenbar auf einen überörtlichen Bedarf ausgelegt. Manche fielen unter Kirchdorf, wobei es im Laufe der Zeit zu Veränderungen kam. Der Sprengel Henningen versorgte das gleichnamige Dorf und sechs weitere. Im Spätmittelalter erhielten Letztere Kapellen. Einige gottesdienstliche Handlungen fanden jetzt vor Ort statt. Die zentralörtliche Funktion bestand nun teilweise im Wohnsitz des Pfarrers und denen im Gegensatz zu den Kapellen umfangreicher ausfallenden Rechten der Pfarrkirche. Die Besonderheiten in diesem Teil der märkischen Landschaft führte Lieselott Enders auf die Vernetzung mit dem Herzogtum Sachsen bzw. seinen Nachfolgeländern zurück. Dies äußerte sich beispielsweise in der Zugehörigkeit zum Bistum Verden.[7][12][13]

Die natürlichen Gegebenheiten der Wische brachten nur wenige kleine, kirchlose Dörfer hervor. Jene und einige Agrareinzelsiedlungen wurden von einem Kirchdorf betreut. In der mittleren und südöstlichen Altmark, also im Bistum Halberstadt, folgte eine Kleinparochie auf die andere. Sie umfassten eine, maximal zwei Tochterkirchen und äußerst selten ein Dorf ohne eigene Kirche. In der Südaltmark lagen nicht genügend Schriftquellen für eine umfassende Auswertung vor.
- Eine vielgestaltige Entwicklung zeigte Plessa. Die hiesige Holzkapelle gehörte zum Diakonat in Elsterwerda. Nicht jeden Sonntag fand eine Messe statt. Daher besuchten die Plessaer häufiger den Gottesdienst in Dreska. Die 1792 entstandene Dorfkirche Plessa brannte 1811 mit dem ganzen Dorf ab. Zur im selben Jahr gebildeten Parochie Plessa zählte die Dorfkirche in Kahla. Ihre Mutterkirche wurde 1814 neu erbaut. Das dazugehörige Pfarrhaus von 1865 führte zur Auflösung des Diakonats Elsterwerda. Plessa unterstanden das kirchlose Kraupa sowie als Tochterkirchen die zu Dreska und Kahla. Das 1896 wiedererrichtete Diakonat Elsterwerda erhielt Dreska und Kraupa, bei Plessa verblieb Kahla. Am 1. Januar 1999 wurden Döllingen, Dreska, Hohenleipisch, Kahla und Plessa zum Kirchspiel Plessa zusammengefasst, die Dorfkirche Plessa um 1911.[15]

- Die Kirchdörfer von Schweden bildeten sich vor und nach der Reformation heraus. Sie dienten neben ihrer religiösen Funktion zum Abhalten von Gerichten, Eintreiben von Steuern und Veranstalten von Märkten.[5]

- In Westfalen wirkte sich die Entstehungsweise der Kirche auf die Entwicklung des Siedlungsgrundrisses aus. Die Gründung im Anschluss an einen bestehenden Drubbel führte zu einer unregelmäßigen Form. Anders vollzog es sich bei einer Eigenkirche eines weltlichen Grundherrn in Verbindung mit einem Schulzenhof. Hier konnten sich die anderen Bauernhöfe ringförmig um den ursprünglich ummauerten Kirchhof gruppieren. In seltenen Fällen gehörten zu den Hofstellen keine landwirtschaftlichen Nutzflächen. Dann setzte sich die Gemarkung neben den Hausgrundstücken und ihren Gärten lediglich aus Wegen zusammen. Die soziale Struktur eines westfälischen Kirchdorfs prägten kleine Handwerker und Geschäftstreibende sowie zumindest im Ortskern die jüngere Schicht der Kötner oder Brinksitzer.[5]